# Syn Sophia
Syn Sophia è un'azienda giapponese dedita allo sviluppo di videogiochi, fondata nel 1995 da Tamura Oya nella città di Musashino (Tokyo).
Fino al 2007 era conosciuta con il nome di AKI Corporation.

## Videogiochi
| Titolo                  | Date                                               | Piattaforma        |
| ----------------------- | -------------------------------------------------- | ------------------ |
| WCW vs. the World       | 13 settembre 1996 28 febbraio 1997 5 dicembre 1997 | Sony PlayStation   |
| Tactics Formula         | 24 settembre 1997 15 ottobre 1997                  | Sega Saturn        |
| WCW/nWo Revenge         | 26 ottobre 1998 30 novembre 1998                   | Nintendo 64        |
| WWF WrestleMania 2000   | 12 ottobre 1999 31 ottobre 1999 15 settembre 2000  | Nintendo 64        |
| Virtual Pro Wrestling 2 | 17 giugno 2002 11 ottobre 2002                     | Nintendo 64        |
| Animastar               | 17 marzo 2003 15 maggio 2003                       | Sega Dreamcast     |
| World Fishing           | 14 settembre 2004 26 novembre 2004                 | Microsoft Windows  |
| Def Jam Vendetta        | 6 giugno 2006 14 luglio 2006                       | Sony PlayStation 2 |
| Ultimate Muscle         | 26 giugno 2007 28 settembre 2007                   | Nintendo GameCube  |
| Def Jam: Fight for NY   | 25 febbraio 2008 7 marzo 2008                      | Sony PlayStation 2 |
| Galactic Wrestling      |                                                    | Sony PlayStation 2 |